# Begonia sychnantha
Espèce
Synonymes
- Begonia polyantha Ridl.[1]
- Begonia trichopoda var. polyantha Irmsch.[1]

Begonia sychnantha est une espèce de plantes de la famille des Begoniaceae. Ce bégonia est originaire de Sumatra. L'espèce fait partie de la section Jackia. Elle a été décrite en 1984 par Lyman Bradford Smith (1904-1997) et Dieter Carl Wasshausen (1938-…). 

## Répartition géographique
Cette espèce est originaire du pays suivant : Indonésie.